# Niobian litu
Niobian litu, LiNbO3 – nieorganiczny związek chemiczny z grupy niobianów, formalnie sól kwasu niobowego i litu; w rzeczywistości nie zawiera jonów NbO−
3, lecz jest mieszanym tlenkiem Li
2O·Nb
2O
5. Jest bezbarwnym ciałem krystalicznym, praktycznie nierozpuszczalnym w wodzie. Jest ważnym materiałem optyki nieliniowej. Podwaja częstotliwość światła, np. zmienia długość fali 1064 nm lasera Nd-YAG na światło zielone o długości fali 532 nm. 
Można go otrzymać prażąc tlenek niobu(V) z węglanem litu w proporcjach stechiometrycznych lub z niewielkim nadmiarem Li
2CO
3:
Nb
2O
5 + Li
2CO
3  →  2LiNbO
3 + CO
2↑
Stosując metodę Czochralskiego można uzyskać go w formie monokryształów, które są wykorzystywane jako światłoczuły nośnik danych w pamięciach holograficznych. Stosowany jest też w falowodach i podwajaczach częstotliwości, a także jako ferroelektryk i w czujnikach IR,